# Narvikschild

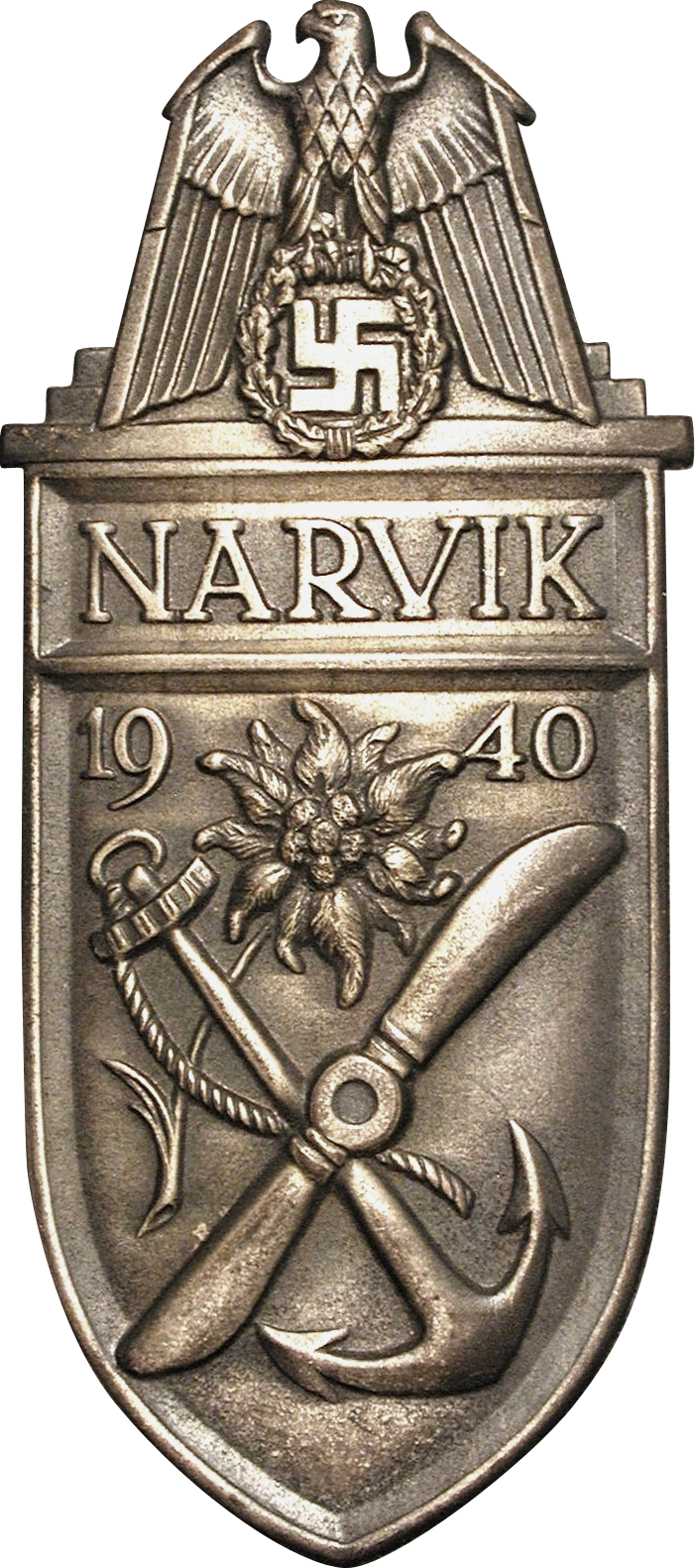
Der Narvikschild (Heeres- / Luftwaffenausführung)

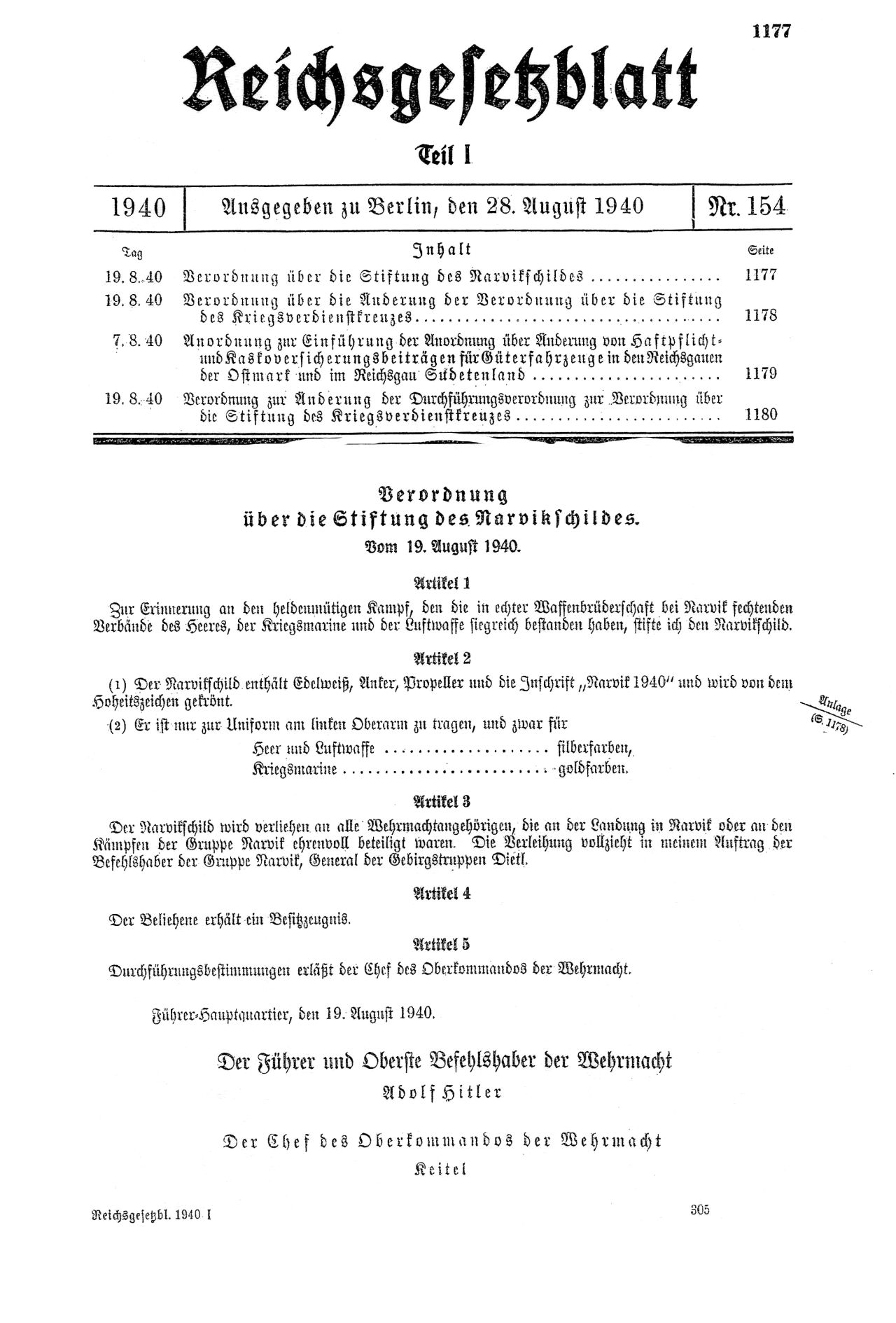
Stiftungsdekret

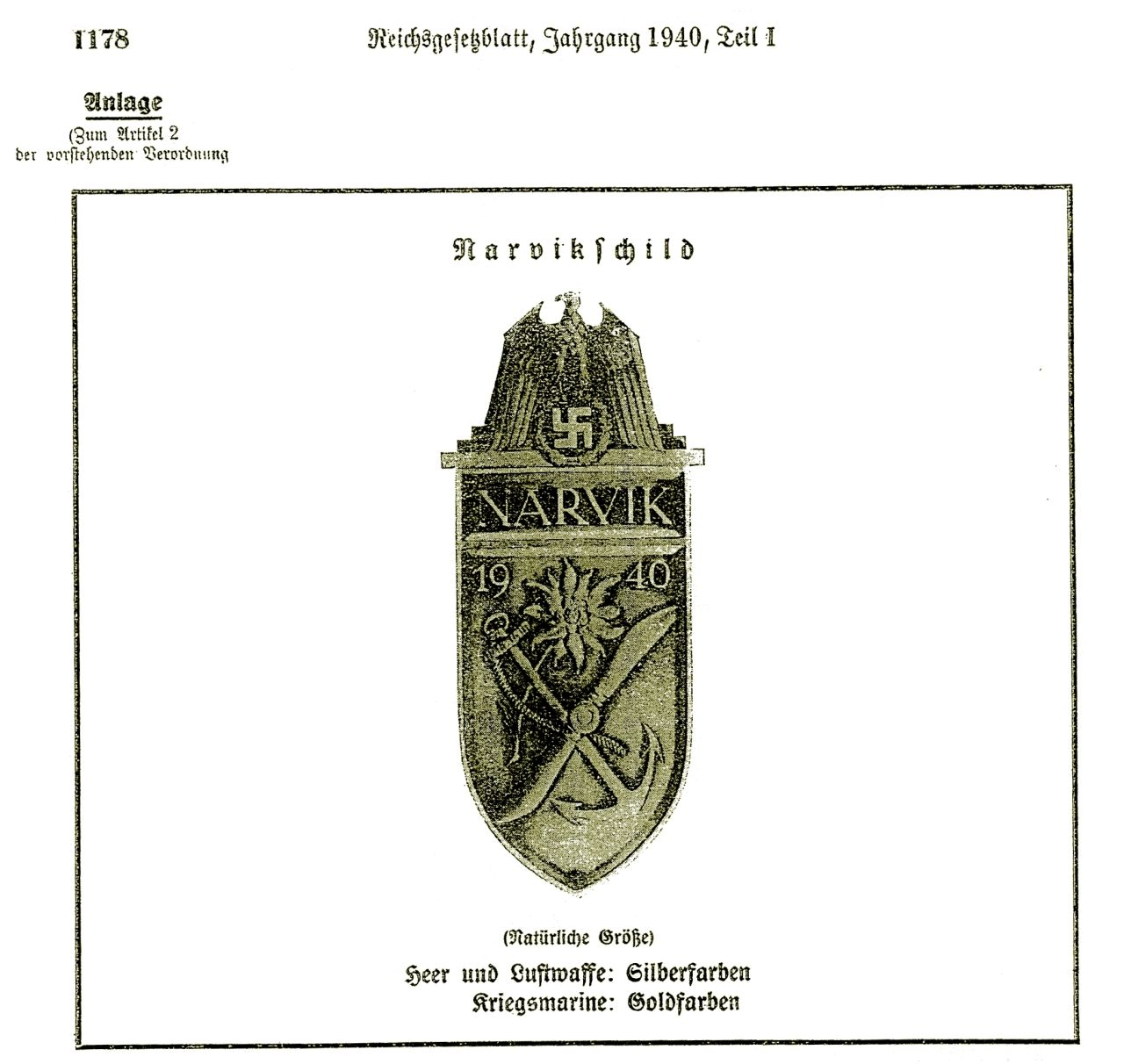
Stiftungsdekret mit Abbildung des Narvikschildes

Der Ärmelschild Narvik war eine Auszeichnung der Wehrmacht und wurde an deutsche Soldaten verliehen, die 1940 an der Schlacht um Narvik (Norwegen) teilgenommen hatten.

## Hintergrund zur Schaffung dieser Auszeichnung
Am 9. April 1940, im Zweiten Weltkrieg, begann das sogenannte Unternehmen Weserübung zur Besetzung der neutralen Staaten Dänemark und Norwegen. An diesem Tag landete ein Regiment Gebirgsjäger unter Generalleutnant Eduard Dietl, das Narvik, eine norwegische Stadt nördlich des Polarkreises mit einem ganzjährig eisfreien Seehafen, besetzte. Wenige Tage später wurde die Begleitgruppe durch zehn Zerstörer der Royal Navy versenkt, so dass zur Besatzung von Narvik noch 2100 Marine-Soldaten kamen. Gemeinsam versuchten diese Truppen, die Stadt gegen alliierte Gegenangriffe zu halten, doch die britischen Soldaten konnten am 28. April Narvik einnehmen. Weitgehend abgeschnitten verteidigte sich die Kampfgruppe in den umliegenden Höhen weiter gegen eine mehrfache Übermacht, bis die Alliierten, inzwischen in Frankreich von einer schweren Niederlage bedroht, den Ort am 8. Juni 1940 wieder räumten.

## Entwurfsideen und Aussehen
Der Entwurf des Schildes ging auf den Künstler Richard Klein aus München zurück. Der Narvikschild enthält Edelweiß (Symbol der Gebirgsjäger), Anker (Symbol der Marinetruppen), Propeller (Symbol der Luftwaffe) und die Inschrift Narvik 1940. Er wurde aus Eisenblech, später auch aus Feinzink gefertigt. Die Größe des Schildes beträgt ca. 92 × 41 mm, die der Tuchunterlage 100 × 54 mm.

## Stiftung
Am 19. August 1940 wurde vom Oberbefehlshaber der Wehrmacht Adolf Hitler der Narvikschild als Auszeichnung für die an diesen Kämpfen beteiligten Soldaten gestiftet:

„Der Narvikschild wird verliehen an alle Wehrmachtangehörige, die an der Landung in Narvik oder an den Kämpfen der Gruppe Narvik ehrenvoll beteiligt waren. Die Verleihung vollzieht in meinem Auftrag der Befehlshaber der Gruppe Narvik, General der Gebirgstruppe Dietl.“

Das General-Kommando des Gebirgskorps Norwegen schränkte die Verordnung am 9. September 1940 noch insofern ein, als sie den Begriff des „Narvikkämpfers“ genauer definierte:

„Narvikkämpfer ist nur derjenige, der in der Zeit vom 9. April bis zum 9. Juni 1940 – 24 Uhr – zu Lande oder zu Wasser unter dem Befehl des damaligen Befehlshabers der Gruppe Narvik in dem Gefechtsgebiet zwischen Riksgränsen – Oalge-Paß – Gratangsbotn – Norddalen oder in der Luft über diesem Raum zu Kampf-, Aufklärungs- oder Versorgungszwecken eingesetzt war.“

Der Narvikschild wurde in zwei Varianten gefertigt, in Silber für Angehörige des Heeres und der Luftwaffe, sowie in Gold für Angehörige der Kriegsmarine.

## Verleihungspraxis und Verleihungszahlen

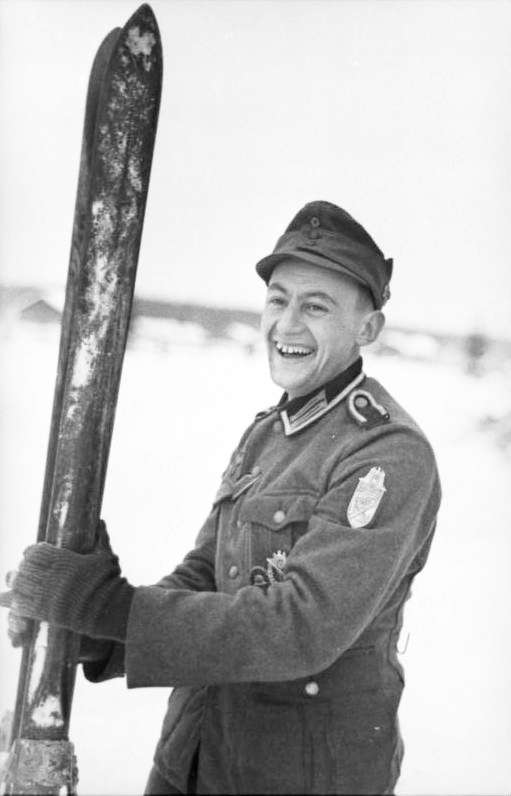
Narvikschild in Silber am linken Oberarm eines Gebirgsjägers

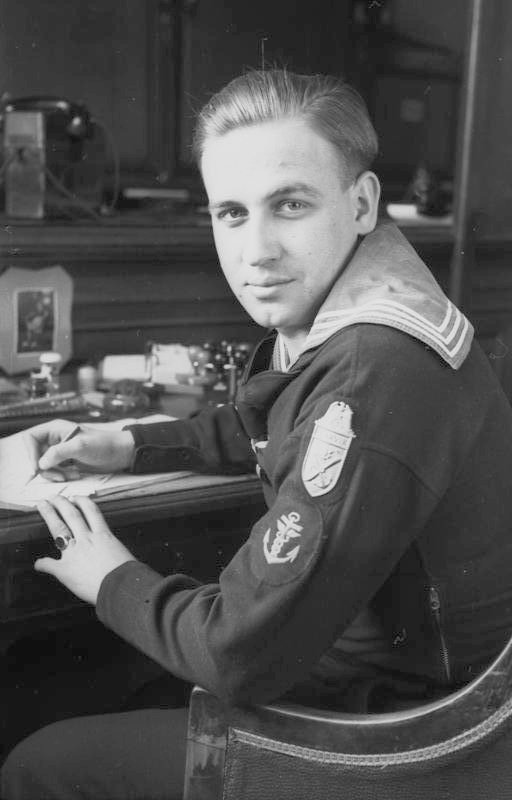
Narvikschild in Gold am Waffenrock eines Marinesoldaten

Die Anträge zur Verleihung mussten bis zum 31. Januar 1942 eingereicht werden, wobei der Schild auch postum verliehen werden konnte. In diesem Fall wurde der Schild mit Besitzurkunde den Hinterbliebenen zugesandt. Bereits am 21. November forderte das Gebirgskorps 10.000 Narvikschilde in Silber an, die allerdings auf einem Schiff lagen, das im Hafen von Stettin festgefroren war. So verzögerte sich die Verleihung bis zum folgenden Frühjahr. Am 21. März 1941 wurde General der Gebirgstruppe Dietl von Hitler persönlich mit dem Schild ausgezeichnet. Danach begann dieser mit der Verleihung an die übrigen Rezipienten. Bis zum 15. Juni 1941 wurden 8.527 Verleihungen gezählt, die sich wie folgt gliederten:
| Wehrmachtteil           | Division/Einheit/Kompanie | Verleihungszahlen | Anmerkungen                                       |
| ----------------------- | ------------------------- | ----------------- | ------------------------------------------------- |
| Heer                    | 2. Gebirgs-Division       | 206               | Division stand im Raum Namsos                     |
| Heer                    | 3. Gebirgs-Division       | 2.338             | Division war bei der Schlacht um Narvik beteiligt |
| Heer                    | Sonstige Heeresangehörige | 59                |                                                   |
| Heer                    | Gefallene                 | 152               |                                                   |
| Gesamtverleihungen Heer | Gesamtverleihungen Heer   | 2.755             |                                                   |

| Wehrmachtteil                   | Division/Einheit/Kompanie       | Verleihungszahlen | Anmerkungen |
| ------------------------------- | ------------------------------- | ----------------- | ----------- |
| Kriegsmarine                    | Zerstörerbesatzungen            | 2.621             |             |
| Kriegsmarine                    | sonstige Angehörige             | 115               |             |
| Kriegsmarine                    | Handelsmarine                   | 442               |             |
| Kriegsmarine                    | Gefallene der Kriegsmarine      | 411               |             |
| Kriegsmarine                    | Gefallene der Handelsmarine     | 22                |             |
| Gesamtverleihungen Kriegsmarine | Gesamtverleihungen Kriegsmarine | 3.611             |             |

| Wehrmachtteil                | Division/Einheit/Kompanie    | Verleihungszahlen | Anmerkungen |
| ---------------------------- | ---------------------------- | ----------------- | ----------- |
| Luftwaffe                    | Fliegendes Personal          | 1.309             |             |
| Luftwaffe                    | Fallschirmjäger              | 756               |             |
| Luftwaffe                    | Gefallene/Vermisste          | 96                |             |
| Gesamtverleihungen Luftwaffe | Gesamtverleihungen Luftwaffe | 2.161             |             |

## Trageweise
Der Narvikschild wurde zur Uniform am linken Oberarm getragen und zwar für das Heer silberfarben auf feldgrauer, für die Kriegsmarine goldfarben auf dunkelblauer und für die Luftwaffe silberfarben auf graublauer Tuchunterlage. Der Schild durfte zudem an allen Uniformen der Partei und des Staates getragen werden. Zur bürgerlichen Kleidung durfte eine verkleinerte Form (16-mm-Nadel) des Narvikschildes am linken Rockaufschlag getragen werden. Soldaten mit mehreren Ärmelschilden (Krimschild, Cholmschild) und des hier genannten Narvikschild trugen den ersten Schild ca. 7 cm von der Armlochnaht des linken Oberärmels der Feldbluse und des Mantels entfernt. Der zweite Schild wurde 0,5 cm unterhalb der Tuchunterlage des ersten Schildes angebracht. Inhaber von drei Schilden trugen den Cholm- und Krimschild nebeneinander, und zwar 0,5 cm unterhalb der Tuchunterlage des Narvikschildes, den Cholm- vor dem Krimschild.

## Sonstiges
Laut Gesetz über Titel, Orden und Ehrenzeichen vom 26. Juli 1957 ist das Tragen der Auszeichnung in der Version des Dritten Reiches in der Bundesrepublik Deutschland nur ohne nationalsozialistische Embleme gestattet.